# Adam Lambert
Adam Mitchel Lambert, född 29 januari 1982 i Indianapolis, Indiana, är en amerikansk sångare, låtskrivare och skådespelare.
Adam Lambert började som musikalartist vid tio års ålder, men fick sitt stora genombrott i maj 2009, då han kom tvåa i den åttonde säsongen av talangjakten American Idol efter Kris Allen.
Stilen som blev hans kännetecken i tävlingen var rock. I finalen uppträdde han bland andra tillsammans med Queen, vilket startade ett falskt rykte om att de skulle ha erbjudit Lambert platsen som deras sångare. Enligt Lambert själv hade de dock uttryckt intresse av att samarbeta någon gång i framtiden. Det fick Lambert också göra då han framträdde med medlemmarna i Queen på en MTV-gala 2011 och har turnerat med dem från sommaren 2012 och framåt. Den nya trion kallas Queen + Adam Lambert.
I november 2009 släppte Adam Lambert sitt debutalbum For Your Entertainment (som den 14 juli 2010 hade sålts i över 1 miljon exemplar) och hösten 2010 ett EP-album med akustiska versioner av flera av hans låtar.
Hans mest kända låt är "Whataya Want From Me", som i maj 2010 hade sålts i över 1 251 000 exemplar i USA.

## Biografi
Adam Lambert föddes i Indianapolis, Indiana. Hans mor Leila Lambert, från New Jersey, arbetade under hans uppväxt som tandsköterska men bytte sedan till inredningsdesigner. Hans far Eber Lambert, från Vermont, arbetar som programmanager på Novatel Wireless. Adam Lambert fick en judisk uppfostran. 
Snart efter att Lambert föddes flyttade familjen till Kalifornien och han växte upp i Rancho Peñasquitos i nordöstra San Diego. Han gick på Deer Canyon Elementary School, Mesa Verde Middle School och Mount Carmel High School (MCHS), där han var med i kören, teatergruppen och sjöng med skolans jazzband "MC Jazz" så fort han fick chansen.. 
Lambert har uppträtt på hebreiska på judiska events och sjungit sånger som "Shir LaShalom", bland annat på en hyllningsgala för den israeliska premiärministern Yitzhak Rabin.

### Tidig karriär
Lambert har varit musikalartist sedan har var tio år gammal. Han spelade Linus i produktionen You're a Good Man, Charlie Brown på Lyceum Theater i San Diego. I tolvårsåldern var han med i musikalen Spelman på taket och han fortsatte att spela teater under hela sin tonårstid. Han har medverkat i musikaler som Hello, Dolly!, Chess, Camelot, The Music Man, Grease och spelade också Kapten Krok i en musikal om Peter Pan. När han var 19 år turnerade han med Anita Mann Productions i tio månader innan han återvände till USA för att vara med i en opera i Orange County, Kalifornien. Sedan fick han en roll i den europeiska produktionen av Hair och amerikanska uppsättningar av Brigadoon och 110 in the Shade, han fick också god kritik för rollen som Joshua i musikalen The Ten Commandments tillsammans med Val Kilmer. Från december 2006 till maj 2007 var han också med i bandet The Citizen Vein med Steve Sidelnyk, Tommy Victor och Monte Pittman. Då träffade han även producenten Malcom Welsford, som hjälpte honom att utveckla sin musikkarriär. Som inhoppare till rollen Fiyero i musikalen Wicked på den första nationella turnén inledde han ett flerårigt engagemang i flera olika produktioner av musikalen de kommande åren. Sedan 2004 uppträdde han också regelbundet på Upright Cabaret och Zodiac Show med material skrivet av bland andra Carmit Bachar från Pussycat Dolls.

### American Idol
Adam Lambert gick på audition för den åttonde säsongen av American Idol i San Francisco, Kalifornien. På sin första audition sjöng han först "Rock With You" och sedan "Bohemian Rhapsody". Lambert har sjungit låtar av giganter som Madonna, Queen, David Bowie, Michael Jackson, Aerosmith och Led Zeppelin.
Under Michael Jackson veckan sjöng Adam "Black Or White" vilket ledde till lovord från hela juryn, Paula Abdul som redan då sade att han skulle gå till final. De följande veckorna sjöng han bland annat "Ring Of Fire" och medan Randy Jackson, Kara DioGuardi och Paula Abdul gillade hans nummer så kallade Simon Cowell numret för indulgent rubbish, eller ren skräp på svenska.
På Motown-kvällen sjöng Lambert en akustisk version av "The Tracks Of My Tears" av The Miracles. Alla älskade den och Smokey Robinson som var den veckans gästdomare gav Adam Lambert en stående ovation. Det fick han också av Simon Cowell när han framförde Michael Andrews och Gary Jules låt "Mad World" och när han sjöng "If I Can't Have You" hyllades han av DioGuardi som tyckte att det var ett av mest minnesvärda framträdanden någonsin i Idols historia. När han framförde "Whole Lotta Love" hyllades han av Cowell.

### Efter Idol
I maj 2009 bekräftade Billboard magazine att Lamberts soloalbum förväntades släppas i november 2009. Lambert berättade att han älska att arbeta med Slash "När jag arbetade med Slash jag kände mig hemma." Han berättade också att hans soloalbum skulle vara eklektisk, med en mängd olika ljud. Adam Lambert uppträdde tillsammans med rockgruppen Queen på säsongsavslutningen av American Idol och enligt ryktet sägs det att Queen gillade Adam Lambert så mycket att de övervägde att fråga honom om han ville bli deras nya frontman.
Adam Lambert arbetade med producenterna Greg Wells, Ryan Tedder, Max Martin, Sam Sparro, RedOne, Dr Luke och Linda Perry inför debutplattan och Aimee Mayo har även hon påstått att hon skrivit två låtar till Adam. Lady Gaga har även hon skrivit en av låtarna på albumet, Fever.
Soundtracket till filmen 2012 Time For Miracles spelades in av Adam och filmen hade världspremiär den 13 november 2009. Låten hyllades av Queens gitarrist Brian May.

### 2011–2013
2011 blev Lambert inbjuden av Brian May och Roger Taylor att uppträda med dem på den europeiska MTV-galan EMA. De genomförde tillsammans tre låtar, "The Show Must Go On", "We are the Champions" och "We Will Rock You".
I augusti 2011 uppgavs det att Lambert hade lämnat sitt tidigare management 19 Entertainment och bytt till Direct Managment Group. Lambert bekräftade även att hans andra efteterlängtade studioalbum med namnet Trespassing skulle släppas den 20 mars 2012 och att han själv skulle agera som exekutiv producent. Utgivningsdatumet flyttades senare fram till den 15 maj istället. Första singeln, "Better Than I Know Myself", släpptes den 20 december 2011 och Lambert återvände till amerikansk TV med ett bejublat debutframträdande på The Tonight Show With Jay Leno. Några dagar senare genomförde han ett liknande framträdande hos Ellen DeGeneres. Både musiken och Lamberts egen nedtonade stil under framträdandet visade på en förändring av inriktning.
Albumet Trespassing släpptes i maj och därefter följde en vecka av positiva recensioner. Albumet gick direkt upp på amerikanska iTunes förstaplats på utgivningsdagen och den 23 maj blev den nummer ett på Billboard 200 vilket gjorde Lambert till den första manliga öppet homosexuella artisten att göra detta. Lambert tog till twitter för att bekräfta händelsen och tackade sina fans för deras stöd. I Storbritannien nådde albumet plats tre.

## Privatliv
Lambert är homosexuell. Lambert var i en relation med Sauli Koskinen från november 2010 fram till april 2013, när Lambert tillkännagav att de hade gjort slut.

## Diskografi
Studioalbum
- 2009 – For Your Entertainment
- 2012 – Trespassing
- 2015 – The Original High
- 2020 – Velvet

Livealbum
- 2011 – Glam Nation Live

EPs
- 2010 – Remixes
- 2010 – Acoustic Live!
- 2012 – Trespassing EP

## Filmografi
| År        | Titel                             | Roll                       | Noteringar                    |
| --------- | --------------------------------- | -------------------------- | ----------------------------- |
| 2006      | The Ten Commandments: The Musical | Joshua                     |                               |
| 2012      | Pretty Little Liars               | Sig själv                  | Avsnitt "This Is a Dark Ride" |
| 2013–2014 | Glee                              | Elliot "Starchild" Gilbert |                               |